# Idővonal (televíziós sorozat)
Az Idővonal (Magyar Netflixen: Átutazók, eredeti cím: Travelers) kanadai-amerikai sci-fi televíziós sorozat. Alkotója, írója Brad Wright, főszereplői Eric McCormack, Mackenzie Porter, Jared Abrahamson, Nesta Cooper, Reilly Dolman és Patrick Gilmore. A sorozatot 2016. október 17-én mutatták be Kanadában a Showcase csatornán, 2016. december 23-án a Netflixen. A második évad 2017-ben, a harmadik 2018. december 14-én indult. A műsor első két évadát nemzetközi koprodukcióban készítette a két csatorna, ezután a Netflix kizárólagos gyártóként és forgalmazóként átvette a harmadik évadtól.

## Cselekmény
Egy poszt-apokaliptikus jövőben több ezer személyt képeznek ki arra a feladatra, hogy a tudatukat visszaküldve 21. századi emberekbe megakadályozzanak olyan eseményeket, amelyek az alig élhető jövőhöz vezettek. Az utazók a "gazdatest" halálának pontos idejében foglalják el a testet, átvéve annak életét, munkáját. Az ötfős csoportok interneten vagy hírnökökön keresztül kapják küldetéseiket az Igazgatótól, amelyek során katasztrófákat, haláleseteket, terrorcselekményeket akadályoznak meg.
Az utazóknak öt protokoll szerint kell eljárniuk:
- Protokoll #1: A küldetés az első
- Protokoll #2: Sose fedd fel a kilétedet
- Protokoll #3: Ne vegyél el életet, és ne ments meg életet, hacsak nem ez a küldetésed
- Protokoll #4: Ne szaporodj
- Protokoll #5: Küldetés hiányában folytasd a gazdatest életét

## Szereplők

### Főszereplők
| Színész          | Szereplő                       | Magyar hang   | Leírás                                                                            |
| ---------------- | ------------------------------ | ------------- | --------------------------------------------------------------------------------- |
| Eric McCormack   | Grant MacLaren (3468-as utazó) | Schnell Ádám  | a csapat vezetője, FBI különleges ügynökként dolgozik                             |
| MacKenzie Porter | Marcy Warton (3569-es utazó)   | Czető Zsanett | a csapat orvosa, egy mentálisan sérült nő életét folytatja                        |
| Nesta Cooper     | Carly Shannon (3465-ös utazó)  | Lamboni Anna  | a csapat taktikusa, egy egyedülálló anya életét vette át                          |
| Jared Abrahamson | Trevor Holden (0115-ös utazó)  | Hamvas Dániel | a csapat mérnöke, a legidősebb élő emberek egyike, egy középiskolai diák testében |
| Reilly Dolman    | Philip Pearson (3326-os utazó) | Patkós Márton | a csapat történésze, egy drogfüggő gazdatestben                                   |
| Patrick Gilmore  | David Mailer                   | Varga Rókus   | Marcy szociális munkása, majd szerelme                                            |

### Visszatérő szereplők
| Színész | Szereplő               | Magyar hang     | Leírás |
| --- | ---------------------- | --------------- | --- |
| J. Alex Brinson | Jeff Conniker          | Szalay Csongor  | a Carly terrorizáló volt barát és kisfia apja, rendőr. A harmadik évadtól 5416-os utazó                               |
| Leah Cairns | Kathryn "Kat" MacLaren | Németh Kriszta  | Grant felesége, régiségek helyreállításával foglalkozik                                                               |
| Enrico Colantoni | Vincent Ingram         |                 | a legelső utazó, akinek a 2001. szeptember 11-i terrortámadásban kellett volna meghalnia                              |
| Chad Krowchuk | Simon                  |                 | 0004-es utazó, az a specialista, aki kiépítette az utazókat fogadó és segítő kommunikációs rendszert a 21. században. |
| Arnold Pinnock | Walt Forbes            | Törköly Levente | MacLaren társa az FBI-nál, később a 4112-es, majd 4991-es utazó                                                       |
| Jennifer Spence | Grace Day              |                 | tanácsadó Trevor iskolájában, majd 0027-es utazó, az Igazgatót megalkotó programozó.                                  |
| Ian Tracey | Ray Green              |                 | Philip ügyvédje, barátja, szerencsejáték függő.                                                                       |
| Kimberley Sustad | Joanne Yates           |                 | MacLaren új társa, az utazók és az FBI közötti kapcsolattartó.                                                        |
| Vendégszereplők |                        |                 | |
| Kristine Cofsky, Tom McBeath, Melanie Papalia, Karin Konoval, Louis Ferreira , Doug Chapman , William MacDonald , Teryl Rothery, Dylan Playfair, Sunita Prasad , Melissa Roxburgh, Matthew Kevin Anderson, Amanda Tapping, Stephanie Bennett, Benjamin Ratner, Magda Apanowicz , Christopher Heyerdahl, Veronika Hadrava |                        |                 | |

## Epizódok
| Évad | Évad | Részek száma | Részek száma | Eredeti sugárzás   | Eredeti sugárzás   | Eredeti adó       | Magyar sugárzás | Magyar sugárzás | Magyar adó |
| Évad | Évad | Részek száma | Részek száma | Évadbemutató       | Évadzáró           | Eredeti adó       | Évadbemutató    | Évadzáró        | Magyar adó |
| ---- | ---- | ------------ | ------------ | ------------------ | ------------------ | ----------------- | --------------- | --------------- | ---------- |
|      | 1.   | 12           | 12           | 2016. október 17.  | 2017. január 1.    | Showcase, Netflix | na              | na              | Viasat 6   |
|      | 2.   | 12           | 12           | 2017. október 17.  | 2017. december 18. | Showcase, Netflix | na              | na              | na         |
|      | 3.   | 13           | 13           | 2018. december 14. | 2018. december 14. | Netflix           | na              | na              | na         |

### 1. évad (2016–2017)
| Sor. | Év. | Cím                     | Rendező        | Író                                               | Premier                               |
| ---- | --- | ----------------------- | -------------- | ------------------------------------------------- | ------------------------------------- |
| 1.   | 1.  | Travelers (Travelers)   | Nick Hurran    | Brad Wright                                       | 2016. október 17. 2018. augusztus 28. |
| 2.   | 2.  | Protocol 6 (Protocol 6) | Andy Mikita    | Gillian Muller                                    | 2016. október 14.                     |
| 3.   | 3.  | Aleksander (Aleksander) | Andy Mikita    | Tara Armstrong & Mika Collins                     | 2016. október 31.                     |
| 4.   | 4.  | Hall (Hall)             | Martin Wood    | Pat Smith                                         | 2016. november 7.                     |
| 5.   | 5.  | Room 101 (Room 101)     | Martin Wood    | Brad Wright                                       | 2016. november 14.                    |
| 6.   | 6.  | Helios 685 (Helios 685) | Helen Shaver   | Rebecca Hales                                     | 2016. november 21.                    |
| 7.   | 7.  | Protocol 5 (Protocol 5) | Helen Shaver   | SB Edwards, Ashley Park, Pat Smith, Jason Whiting | 2016. november 28.                    |
| 8.   | 8.  | Donner (Donner)         | Will Waring    | Ashley Park,Pat Smith                             | 2016. december 5.                     |
| 9.   | 9.  | Bishop (Bishop)         | Will Waring    | Amanda Smith                                      | 2016. december 12.                    |
| 10.  | 10. | Kathryn (Kathryn)       | Andy Mikita    | Jason Whiting, SB Edwards                         | 2016. december 19.                    |
| 11.  | 11. | Marcy (Marcy)           | Andy Mikita    | Jason Whiting                                     | 2016. december 26.                    |
| 12.  | 12. | Grace (Grace)           | Amanda Tapping | Ashley Park                                       | 2017. január 2.                       |

### 2. évad (2017)
| Sor. | Év. | Cím                           | Rendező        | Író                         | Premier            |
| ---- | --- | ----------------------------- | -------------- | --------------------------- | ------------------ |
| 13.  | 1.  | Ave Machina (Ave Machina)     | Andy Mikita    | Brad Wright                 | 2017. október 16.  |
| 14.  | 2.  | Protocol 4 (Protocol 4)       | Andy Mikita    | Jason Whiting               | 2017. október 23.  |
| 15.  | 3.  | Jacob (Jacob)                 | Andy Mikita    | Pat Smith, Ashley Park      | 2017. október 30.  |
| 16.  | 4.  | 11:27 (11:27)                 | Amanda Tapping | Pat Smith, Ashley Park      | 2017. november 6.  |
| 17.  | 5.  | Jenny (Jenny)                 | Andy Mikita    | Jason Whiting, Ken Kabatoff | 2017. november 13. |
| 18.  | 6.  | U235 (U235)                   | Andy Mikita    | Ashley Park, Pat Smith      | 2017. november 20. |
| 19.  | 7.  | 17 Minutes (17 Minutes)       | Amanda Tapping | Brad Wright                 | 2017. november 27. |
| 20.  | 8.  | Traveler 0027 (Traveler 0027) | Amanda Tapping | Ashley Park                 | 2017. december 4.  |
| 21.  | 9.  | Update (Update)               | Amanda Tapping | Pat Smith                   | 2017. december 11. |
| 22.  | 10. | 21C (21C)                     | Will Waring    | Brad Wright                 | 2017. december 11. |
| 23.  | 11. | Simon (Simon)                 | Will Waring    | Jason Whiting               | 2017. december 18. |
| 24.  | 12. | 001 (001)                     | Eric McCormack | Ken Kabatoff                | 2017. december 18. |

### 3. évad (2018)
| Sor. | Év. | Cím                             | Rendező         | Író                         | Premier            |
| ---- | --- | ------------------------------- | --------------- | --------------------------- | ------------------ |
| 25.  | 1.  | Ilsa (Ilsa)                     | Eric McCormack  | Brad Wright                 | 2018. december 14. |
| 26.  | 2.  | Yates (Yates)                   | Andy Mikita     | Ken Kabatoff                | 2018. december 14. |
| 27.  | 3.  | Protocol 3 (Protocol 3)         | Andy Mikita     | Jason Whiting               | 2018. december 14. |
| 28.  | 4.  | Perrow (Perrow)                 | Amanda Tapping  | Pat Smith                   | 2018. december 14. |
| 29.  | 5.  | Naomi (Naomi)                   | Amanda Tapping  | Ashley Park                 | 2018. december 14. |
| 30.  | 6.  | Philip (Philip)                 | Will Waring     | Pat Smith                   | 2018. december 14. |
| 31.  | 7.  | Trevor (Trevor)                 | Will Waring     | Ashley Park                 | 2018. december 14. |
| 32.  | 8.  | Archive (Archive)               | Amanda Tapping  | Ken Kabatoff                | 2018. december 14. |
| 33.  | 9.  | David (David)                   | Bryan C. Knight | Jason Whiting               | 2018. december 14. |
| 34.  | 10. | Protocol Omega (Protocol Omega) | Amanda Tapping  | Heath Affolter, Brad Wright | 2018. december 14. |

## Fogadtatás
Az Idővonal első évadja 100%-os értékelést kapott a Rotten Tomatoes oldalán.
Neil Genzlinger (The New York Times) szerint a műsor egy élvezhető sci-fi figyelemfelkeltő fordulatokkal és jó színészi játékkal. Az IndieWire azt írta, a sorozatról, hogy vicces és fura, a TheaterByte.com szerint feszült és izgalmas. Brad Wright mestere a futurisztikus sorozatok írásának. Az io9 blogban az első öt epizód alapján elismerően nyilatkoztak a sorozatban rejlő morális dilemmákról és a szereplők gazdatesteikkel, barátaikkal, munkatársaikkal, szerelmeikkel való interakcióiról. A Netflix szerint ez volt 2017 egyik legfigyelemfelkeltőbb sorozata. A Forbes szerint a második évad még nagyobb és még jobb